# Fédération du Guyana de football
Pour les articles homonymes, voir GFF.
La Fédération du Guyana de football (Guyana Football Federation (en) GFF) est une association regroupant les clubs de football du Guyana et organisant les compétitions nationales et les matchs internationaux de la sélection du Guyana.
La fédération nationale du Guyana est fondée en 1902. Elle est affiliée à la FIFA depuis 1968 et est membre de la CONCACAF depuis 1961.